# Synlestes tropicus
Synlestes tropicus – gatunek ważki z rodziny Synlestidae.